# قائمة (Bem بم) لحصر دور الجنسين
إنَّ قائمة (بم Bem) لحصر دور الجنسين تعد  مقياساً للذكورة والأنوثة وتستخدم في أبحاث أدوار الجنسين. فهي تقيم كيفية تعريف الأشخاص لأنفسهم نفسيًا. لقد كان هدف (Sandra Bem ساندرا بم) من هذه القائمة هو اختبار ما يسمي بالتخنث النفسي وتقديم دليل حسي لفائدة جمع الشخصية بين كل من الذكورة والأنوثة علي حد سواء مقارنًة بالتصنيف حسب الجنس.
وُضِعَ الأختبار ليشمل ستين سمة شخصية مختلفة حيث يقوم المشاركون بتقييم أنفسهم من خلال سبع نقاط على مقياس ليكرت ويتم تقسيم السمات على نحو متسٍاو: عشرين سمة ذكورية وعشرين سمة أنثوية واخيرًا عشرين سمة محايدة جنسيًا وتعتبر كل السمات في مقياس (بم Bem) هي جوانب شخصية ذات قيمة ايجابية. وجد في عديد من الأبحاث السابقة أن التصنيف الجنساني متعلق بعديد من السلوكيات الجنسية النمطية.